# Rebolaria
Rebolaria é uma aldeia portuguesa que pertence à freguesia e município da Batalha, no distrito de Leiria. Possui uma escola primária e pré-primária, uma igreja, um centro recreativo, um rancho folclórico, um museu, uma casa da cultura, um solar e enumeras outras coisas.

## Casa da Madalena / Museu Etnográfico da Alta Estremadura
Este pólo cultural e etnográfico funciona desde 2000 num edifício dos séculos XVIII e XIX. No museu, é reconstituído um lar estremenho do século XIX. O espólio é composto por miniaturas etnográficas, instrumentos musicais, trajos, peças dos canteiros da Batalha, alfaias agrícolas e ferramentas de várias profissões.
1. ↑  «Museu Etnográfico da Alta Estremadura - Casa da Madalena - Portal do Município da Batalha». www.cm-batalha.pt. Consultado em 10 de novembro de 2022
2. ↑  «Rosas do Lena». Consultado em 10 de novembro de 2022